# Natalia Tena
Natalia Gastiain Tena (Londres, 1 de novembro de 1984) é uma atriz e musicista britânica descendente de espanhóis, nascida na Inglaterra. É vocalista da banda Molotov Jukebox e famosa por seus papéis de Ninfadora Tonks (filmes Harry Potter) e Osha (seriado Game of Thrones).

## Biografia
Natalia Tena nasceu em Camden, Londres, Inglaterra, filha de pais espanhóis. Enquanto estava em Bedales (uma escola particular) um diretor de elenco veio do filme About a Boy e Natalia foi escolhida para fazer o papel de Ellie.
Depois de terminar os seus “A-Levels”, Natalia fez várias audições para muitas escolas dramaturgas, mas foi rejeitada. Ela quase desistiu do seu sonho e de se tornar uma atriz e ao invés de ir para uma Universidade na Austrália, quando ela começou um romance com um jovem que conheceu em uma das audições. Não querendo abandoná-lo, ela ficou na Inglaterra.
Então, em 2004, um agente de elenco a contatou para uma audição para uma peça chamada Gone to Earth. Ela apenas tinha uma hora e meia para chegar lá e não muito tempo para estudar o script, mas mesmo assim ela conseguiu o papel.
Desde então ela tem participado de mais de 10 peças, programas de TV e filmes. E em 2006 foi escolhida para encenar a personagem de Ninfadora Tonks, no filme Harry Potter e a Ordem da Fênix, papel  que  interpretou novamente em Harry Potter e o Enigma do Príncipe (2009), e teve também presença confirmada em Harry Potter e as Relíquias da Morte parte 1 e 2.
Em 2011 Natalia Tena participou de episódios do seriado do canal HBO "Game of Thrones", (série inspirada nos famosos livros do autor George R.R. Martin), ela viveu a personagem selvagem Osha. Natalia Tena participa atualmente da série que está em sua 5ª temporada.
Natalia Tena é lider da banda Molotov Jukebox , que lançou o EP Double Dare e o single "Laid To Rest" 2010 e deve lançar disco em 2012. Natalia Tena é compositora, vocalista e acordeonista da banda de ska bem original, que mistura várias outras tendências como gypsy, funk, flamenco, pop e reggae. A banda leva em seu som além do acordeon, um violino, um trompete, baixo, guitarra e baterista.r

## Filmografia
- El hoyo 2 (filme da plataforma de streaming Netflix) (2024)
- Game of Thrones (seriado canal HBO - 6ª temporada) (2016) - como Osha
- Residue [en] (Minissérie com 3 episódios - Drama/Ficção científica) (2015) - Como Jennifer Preston
- Black Mirror (2014) - como Jennifer
- 10.000 Km (2014) como Alex
- Bel Ami (2011) - como Rachel
- Game of Thrones (seriado canal HBO - 3ª temporada) (2013) - como Osha
- Game of Thrones (seriado canal HBO - 2ª temporada) (2012) - como Osha
- Game of Thrones (seriado canal HBO - 1ª temporada) (2011) - como Osha
- Essa Noite Você é Minha  (2011) - como Morello
- Harry Potter e as Reliquias da Morte Parte II (2011) - como Ninfadora Tonks
- Harry Potter e as Reliquias da Morte Parte I (2010) - como Ninfadora Tonks
- Harry Potter e o Enigma do Príncipe (2009) - como Ninfadora Tonks
- Harry Potter e a Ordem da Fênix (2007) - como Ninfadora Tonks[1][2][3]
- Night at a Circus (2006)
- Sra. Henderson Apresenta (2005) - como Peggy
- The Fine Art of Love (2005) - como Vera
- Afterlife (série de TV britânica, 5º temporada) - como Gemma
- Um Grande Garoto[carece de fontes?] (2002) - como Ellie

## Prêmios e indicações
- Feelie - Melhor novo rosto.[5]